# Jane Asher
Jane Asher (Londres, 5 de abril de 1946) é uma atriz britânica que foi noiva de Paul McCartney durante a década de 1960. Várias músicas dos Beatles são dedicadas a ela, como "Honey Pie" do álbum The Beatles de 1968, "All My Loving" e "And I Love Her".
Asher também participou de muitos programas de TV e estreou vários filmes, como Deep End, The Masque Of The Red Death, Alfie, The Buttercup Chain, Runners e uma série de TV chamada The Stone Tapes.

## Biografia
Vinda de uma família nobre, Jane começou cedo sua carreira na televisão, e em 1951 fez seu primeiro filme, Mandy. Com 12 anos fez o filme Alice no País das Maravilhas, que foi seu primeiro grande sucesso.
Viveu a infância em sua casa no centro de Londres e estudou no colégio Queen's, situado em Harley Street. Seu pai era um conhecido médico, psiquiatra e autor de um grande número de livros de medicina.
Sua mãe era descendente da nobreza britânica, tocava na orquestra antes de deixá-la para formar sua família.
Tem um irmão chamado Peter e uma irmã chamada Claire, que seguiram carreira em atividades artísticas.
Jane foi convidada para participar do programa da BBC "Juke Box Jury". Os jurados julgavam pessoas do meio de comunicação e músicos e criticavam seus últimos êxitos. Ficou para ela entrevistar o grupo que estava presente no programa, The Beatles, tirar fotos com eles e gritar para os mesmos.
Depois do programa, Jane e os Beatles foram conversar no famoso quarto verde que havia nos estúdios; após conversarem, eles convidaram Jane para ir ao hotel no qual estavam hospedados e ela aceitou.
Lá estavam mais dois amigos íntimos dos Beatles, que se encantaram com a moça dos cabelos ruivos. Foram então todos ao apartamento de um dos amigos dos Beatles em Kings Road.
No começo pareceu que George Harrison estava mais encantado com Jane, mas foi Paul McCartney quem mais se aproximou dela. Logo após diversas miradas dos convidados à Jane, estes saíram, deixando só Jane e Paul no apartamento. Quando os outros voltaram, viram uma cena engraçada: Paul e Jane estavam conversando sobre suas comidas favoritas. Resolveram então todos irem ao West End londrino, menos Jane. Eles a levaram a sua casa em Wimpole Street. Antes que ela saísse do carro, McCartney pediu seu número de telefone. Começava aí o romance dos dois.
Em 1963 Paul mudou-se para a casa dela em  Wimpole Street. No fim desse ano, em 25 de dezembro, Paul pediu Jane em casamento, dando-lhe um anel de diamantes e esmeraldas.
Paul, no entanto, foi pego uma vez com outra mulher na cama de um hotel em 1968. Apesar disso, Paul e Jane foram vistos juntos várias vezes depois do incidente. Mas, na estréia do filme 'Yellow Submarine' dos Beatles, Jane anunciou o fim do noivado.

## Vida Pós-Beatles
Ela continuou com a sua vida de atriz, tentando se livrar da sombra de 'namorada de Paul McCartney'. Na década de 1970 conheceu o ilustrador Gerald Scarfe (que viria a fazer as animações do clássico filme "The Wall", baseado no lendário LP do Pink Floyd), com quem se casou e teve 3 filhos: Kate, nascida em 17 de abril de 1974, Alexander, nascido em dezembro de 1981 e Rory, nascido em 1984.
Jane, dessa época até os dias de hoje, nunca parou; escreveu 4 livros, abriu uma companhia de tortas altamente conhecida, apresentou programas de televisão, escreveu novelas e mais várias outras coisas. Continua casada até hoje e mora em Chelsea, Londres.
De todos as personagens mais ou menos envolvidas com a vida profissional e pessoal dos Beatles e de seus quatro integrantes, Asher foi a única a manter reserva sobre os aspectos de sua relação amorosa com McCartney, recusando-se, em todos estes anos após o fim da banda e de seu relacionamento, a discutir em público o ex-Beatle ou a vida pessoal entre eles, sendo por isso, considerada uma 'mulher de classe' na Inglaterra.